# Vieille Canaille (film)
Pour les articles homonymes, voir Vieille Canaille.
Pour plus de détails, voir Fiche technique et Distribution.
Vieille Canaille est un film français de Gérard Jourd'hui sorti en 1992.

## Synopsis
Darius Caunes est un petit imprimeur à Lyon, marié à Mireille. Son couple bat de l'aile : sa femme lui reproche d'être un minable, et leurs engueulades sont quotidiennes. Jusqu'au jour où Darius décide de tuer Mireille. Parti au bistrot comme si de rien n'était, il revient subrepticement chez lui, et tue sa femme au lit. Il remarque un imperméable, oublié chez lui par un homme. « Revenu » chez lui pour découvrir le corps et appeler la police, Darius remarque que l'imperméable a disparu.
2 ans ont passé : Darius va toujours au même bistrot, déjeune tous les jeudis dans un bouchon lyonnais avec l'inspecteur chargé de l'enquête sur la mort de Mireille, un nommé Charlie. Il a également engagé une jeune femme, Rose, pour lui servir de secrétaire et d'assistante. Il lui donne ses mercredis et ses dimanches : le mercredi, il imprime de faux billets de 500 francs Pascal, et passe ses dimanches à écouler le produit de cette impression délictueuse. Il conserve les billets non écoulés dans son coffre de bureau. Sa hantise est de se faire repérer : pour cela, il est toujours grimé lorsqu'il dépense son argent, n'a sur lui qu'un billet à la fois, et rejette toute forme de luxe ostentatoire. Il achète tout de même du caviar. À sa secrétaire qui aperçoit une fois les billets mis de côté, il explique qu'il doit passer à la banque les déposer.
Conduisant une DS haut de gamme, voiture de collection, il décide de s'en séparer un jour où des jeunes trouvent la voiture luxueuse. Un jour qu'il dîne avec Charlie, il remarque devant le restaurant une DS plus récente, mais moins tape-à-l'œil que la sienne. Il propose à son propriétaire, Claude Attias, vendeur de voitures de son état en galante compagnie, d'échanger sa voiture contre la sienne, plus 10 000 francs qu'Attias doit passer chercher à l'imprimerie.
Le samedi, Attias passe à l'imprimerie. Il est reçu par Rose, qui reconnait en lui un vieil ami (amant ?). Ils discutent, et Rose lui donne le chèque préparé pour lui par Darius. Mais Attias, séducteur et quelque peu gigolo, préfèrerait du liquide, car il ne peut déposer le chèque ce jour-là : Rose lui donne alors, malgré une légère réticence, les billets du coffre de Darius. Il y a là exactement 10 000 francs, ce qui permet à Claude de faire croire à Rose que cet argent lui était destiné, et que Darius a oublié qu'il devait régler en liquide. Beau prince, Claude se permet même de rendre un billet à Rose, en remboursement d'une dette de 500 francs dont il ne s'était jamais acquitté, et lui donne rendez-vous pour le soir suivant.
Lorsque Darius rentre à son bureau, il vilipende Rose sur la façon qu'elle a eu de prendre cette initiative hasardeuse. Il lui fait remarquer que si la voiture de Claude était une voiture volée, le chèque était une garantie. Rose, dans son désarroi, ne lui dit pas qu'elle connait Claude, ni qu'un des billets est encore en sa possession. Darius, de son côté, part, grimé et armé, à la recherche de Claude. À son appartement, la voisine Marylin (une autre "victime" de Claude) explique à un supposé père recherchant l'homme qui a engrossé sa fille qu'Attias est un séducteur, qui ne recherche que l'argent facile, et que c'est pour cela qu'il doit épouser Florence Picaud, une riche héritière.
Au domicile de Florence, rue de la Charité, dans l'hypercentre lyonnais, Attias apprend de la bouche de celle-ci qu'ils seront mariés sous le régime de la séparation de biens. Attias consent, et profite de l'occasion pour remettre à Florence les 9 000 francs qu'il a sur lui, pour éviter de les perdre. Il garde un billet pour ses menus dépenses, et demande à Florence un reçu pour le dépôt qu'il lui fait. Darius, par un coup de téléphone, s'est assuré de la présence de Claude et de son prochain départ de chez Florence.
Claude sorti, il est suivi par Darius grimé, qui le rejoint au café. Au moment où Claude va régler sa consommation, il lui propose de lui échanger son billet "neuf" de 500 francs contre un billet plus usagé, invoquant le souhait d'en faire cadeau à son petit-fils. Claude, sans le reconnaître, accepte volontiers et commence à discuter avec lui. Darius lui fait croire qu'il est entrepreneur, et qu'il cherche un gérant pour le garage qu'il va bientôt faire construire. Claude saute sur l'occasion, et lui propose de l'embaucher aussitôt. Darius fait mine d'accepter, et invite Claude à visiter de nuit les futurs locaux. Claude et Darius partent ainsi, dans l'ancienne DS de Darius, vers un chantier en construction désert.
Darius se fait reconnaître par Claude, et le tue avant de le fouiller. Il trouve le reçu donné par Florence. Il retourne alors la voir, et l'étouffe, avant de récupérer les billets restants. Pourtant, il lui en manque toujours un. De son côté, Rose a compris pourquoi son patron était aussi en colère : elle a réussi à décolorer le billet en sa possession.
Le lendemain, Charlie est chargé de l'enquête sur la mort de Claude. Il découvre assez rapidement le cadavre de Florence, et obtient les témoignages de Marylin, du patron du bar où Claude et Darius se sont rencontrés, et de la femme accompagnant Claude le soir où Darius et lui ont échangé leurs voitures. Il se rend alors chez Darius, pour « lui faire une surprise ». Il est accueilli par un Darius Caunes inquiet : l'homme avec qui il avait échangé sa voiture s'est fait assassiner, il l'a entendu à la radio. Darius confirme également avoir remis 10 000 francs à Attias, mais déclare ne rien savoir d'autre, d'autant que Charlie prétend ne pas être chargé de l'affaire. Charlie découvre tout de même le caviar que Caunes a cessé d'apprécier.
À l'imprimerie, Rose arrive en retard, maquillée et habillée grand luxe. Elle fait rapidement comprendre à Darius que le dernier billet est en sa possession, et qu'elle n'en a pas encore parlé à Charlie, bien qu'il l'ait appelé pour lui signaler la mort d'Attias. Darius se reprend rapidement et lui propose un rendez-vous chez elle, avec Charlie et lui, le soir-même. Elle accepte, mais rejoint Charlie plus tard dans la journée, et lui montre le billet décoloré. Elle lui dit également que Caunes va venir chez elle le soir.
Le soir, Caunes, à nouveau grimé et armé, se présente chez Rose seul. Il est accueilli par Charlie et Rose. Charlie porte d'ailleurs un imperméable : Caunes reconnaît celui qui avait disparu lors du meurtre de sa femme, et comprend que Charlie, amant de Mireille, l'a toujours soupçonné pour la mort de celle-ci. Mais Charlie décide de tuer Caunes, et de faire passer le meurtre pour de la légitime défense. Rose, opposée à Charlie, l'assomme, puis le tue avec l'arme de Darius. Elle appelle ensuite la police, pendant que Darius grime Charlie avec son déguisement. L'inspecteur-adjoint de Charlie ne peut que conclure que l'assassin était son chef direct. Il affirme à Rose et Darius, qui se font passer pour amants, que l'affaire sera étouffée pour sauver la réputation de Charlie, son chef.
Darius et Rose partent bientôt en voyage. Rose a posé ses conditions à Darius : il fait de la fausse monnaie, elle la dépense. Les dernières images les montrent en barque sur un lac. Darius pense à ce moment qu'il va faire découvrir le principe d'Archimède à Rose : tout corps plongé dans un liquide plus d'une demi-heure est considéré comme perdu…

## Curiosités
Ce film a été tourné à Lyon. On peut voir plusieurs rues et appartements de l'hypercentre de Lyon, comme rue de la Juiverie, rue de la Charité, rue Mercière, les quais de la Saône.

## Fiche technique
- Titre : Vieille Canaille
- Réalisation : Gérard Jourd'hui
- Scénario : Gérard Jourd'hui et Dominique Roulet d'après le roman His Name Was Death de Fredric Brown
- Dialogue : Dominique Roulet
- Producteurs : Gérard Jourd'hui (producteur) et Henri Vart (producteur exécutif)
- Photographie : Georges Barsky
- Musique : Bruno Coulais
- Pays :  France
- Genre : comédie policière
- Dates de sortie : 
  - 14 septembre 1992, première au festival international du film de Toronto
  -  France : 6 janvier 1993

## Distribution
- Michel Serrault : Darius Caunes
- Anna Galiena : Rose
- Pierre Richard : Charlie
- Jean-Pierre Bouvier : Claude Attias
- Catherine Frot : Marylin
- Laurent Gamelon : le premier inspecteur
- Maaike Jansen : Mireille
- Jean-Claude Leguay : le caissier
- Marion Loran : Annie
- Nathalie Schmidt : Florence Picaud